# 이도아
이도아(1986년 1월 8일 ~ )는 대한민국의 배우이다. 2007년 슈퍼 엘리트 모델 5기 출신이다.

## 연기 활동(출연작)

### 드라마, 시트콤
- 2012년 TV조선 일일시트콤 《웰컴 투 힐링타운》 - 홍예슬 역
- 2015년 TV조선 & tvN 단막극 《위대한 이야기 - 영자의 전성시대》
- 2015년 KBS1 일일드라마 《가족을 지켜라》 - 나정 역
- 2015년 OCN 일요드라마 《귀신 보는 형사 처용 2》 - 황민주 역
- 2016년 KBS2 일일드라마 《여자의 비밀》 - 김민주 역

### 영화
- 2009년 《우리 만난 적 있나요》
- 2009년 《하모니》 - 풀반지 역
- 2011년 《무대는 나의 것》
- 2012년 《내 아내의 모든 것》 - 평창회사 팀원 역
- 2012년 《반창꼬》 - 신경의 전문의사 역
- 2012년 《노리개》 - 고다령 역
- 2013년 《결혼전야》 - 이도아 역
- 2014년 《가시》 - 민주 역
- 2015년 《간신》 - 채홍 어미 역(특별출연)
- 2015년 《짓2: 붉은 낙타 》 - 여의사 역(우정출연)
- 2016년 《프랑스 영화처럼》 - 지소 역
- 2018년 《애연》 - 정현 역
- 2018년 《명당》 - 최상궁 역
- 2022년 《뒤틀린 집》 - 이 대표 역